# Heterodrilus eremita
Heterodrilus eremita är en ringmaskart som beskrevs av Erséus 1997. Heterodrilus eremita ingår i släktet Heterodrilus och familjen glattmaskar. Inga underarter finns listade i Catalogue of Life.